# Zettenreith
Zettenreith ist eine Ortschaft und eine Katastralgemeinde der Gemeinde Japons im Bezirk Horn in Niederösterreich.

## Lage
Zettenreith liegt nördlich von Japons und ist über Goslarn erreichbar. Von Zettenreith führt auch eine Straße nach Wollmersdorf.

## Geschichte
Laut Adressbuch von Österreich war im Jahr 1938 in der Ortsgemeinde Zettenreith ein Gastwirt ansässig.

## Siedlungsentwicklung
Zum Jahreswechsel 1979/1980 befanden sich in der Katastralgemeinde Zettenreith insgesamt 39 Bauflächen mit 19.944 m² und 48 Gärten auf 29.673 m², 1989/1990 gab es 38 Bauflächen. 1999/2000 war die Zahl der Bauflächen auf 92 angewachsen und 2009/2010 bestanden 39 Gebäude auf 85 Bauflächen.

## Bodennutzung
Die Katastralgemeinde ist landwirtschaftlich geprägt. 177 Hektar wurden zum Jahreswechsel 1979/1980 landwirtschaftlich genutzt und 106 Hektar waren forstwirtschaftlich geführte Waldflächen. 1999/2000 wurde auf 177 Hektar Landwirtschaft betrieben und 107 Hektar waren als forstwirtschaftlich genutzte Flächen ausgewiesen. Ende 2018 waren 174 Hektar als landwirtschaftliche Flächen genutzt und Forstwirtschaft wurde auf 106 Hektar betrieben. Die durchschnittliche Bodenklimazahl von Zettenreith beträgt 30,5 (Stand 2010).